# Ormyrus salmanticus
Ormyrus salmanticus är en stekelart som beskrevs av Nieves Aldrey 1984. Ormyrus salmanticus ingår i släktet Ormyrus och familjen kägelglanssteklar.
Artens utbredningsområde är Spanien. Inga underarter finns listade i Catalogue of Life.